# 吉兰丹州旗
吉兰丹州旗是马来西亚吉兰丹州的象征之一，红色的旗帜中央镶着白色的吉兰丹州徽图案元素。

## 涵义
依据吉兰丹州政府官方的解释，红色象征着统治者和人民的忠诚；白色的纹章象征着君王的圣洁；长矛和短剑象征吉兰丹苏丹的纯洁标志；新月和星星象征伊斯兰教。。

## 历史旗帜
- 吉兰丹州旗（1912年 - 1923年）